# Luciano Drehmer
Luciano Drehmer (Goiânia, 1985 ou 1986) é um designer gráfico brasileiro.

## Biografia
Drehmer formou-se em Design Gráfico pela PUC Goiás em 2003. Em 2007, mudou-se para São Paulo, onde trabalhou para a Editora Globo, Editora Abril, Amazon, Nike e Google. Também foi Executivo de Design da Amazon China. Entre outras empresas que trabalhou, estão a Jackalope Media e Valuelink.
Ele ficou conhecido internacionalmente por sua arte. Drehmer costuma criar paródias de personagens da cultura pop por meio de metáforas visuais, pinturas, histórias em quadrinhos e arte manufaturada. Por exemplo, Drehmer entrou em evidência quando criou histórias em quadrinhos da Turma da Mônica psicodélica. Desde 2016, ele participa de diversas exposições na Ásia. Ele possui uma galeria de arte chamada TNT Contemporary.

Drehmer mudou-se para a Tailândia e morou em diversos países da Ásia. Ele viveu na China até 2018. Em 2020, estava trabalhando na Tailânida de home office quando retornou a China para morar em Shenzhen, sendo uma das últimas pessoas admitidas no país durante a Pandemia de COVID-19. Ele viralizou por relatar as medidas de quarentena que precisou passar para entrar no país. Ele especializou-se em design gráfico e abriu uma empresa de produtos e moldes em 3D.